# Лосось (підводний човен)
Підводний човен «Лосось» — віднесений до класу підводних човнів. Побудований на Невському судномеханічному заводі в Санкт-Петербурзі в 1904 році. З 1906 року відноситься до класу міноносців.

## Тактико-технічна характеристика
Водотоннажність (надводна/підводна): 110/125 т.
Розміри: довжина — 20,85 м, ширина — 3,66 м, осадка — 2,9 м.
Швидкість ходу (надводна/підводна): 8,5 / 6,0 вузлів.
Глибина занурення: до 30 м.
Дальність плавання: над водою 360 миль, під водою 45 миль.
Силова установка: дизель 1x160 к.с., електромотор 1x70 к.с.
Озброєння: 37-мм гармата (встановлено в 1914 р.), 1 457-мм торпеда в носовому трубчастому торпедному апараті.
Екіпаж: 22 чол.

## Історія
10 травня 1904 року створений на Невському судномеханічному заводі в Санкт-Петербурзі. 5 червня 1904 року зарахований в списки кораблів Чорноморського флоту. У вересні 1904 року спущений на воду. 1 листопада 1905 року спільно з підводним човном «Білуга» і «Пічкур» своїм ходом у супроводі кораблів вийшов з Кронштадта в Лібаву для остаточної добудови та проведення здавальних випробувань. Умови виявилися найтяжчими — сильний вітер до 7 балів, висока крута хвиля, низька температура повітря, що привела до утворення льодового покриву до 2,5 сантиметрів. Підводний човен «Лосось» успішно витримав цей перехід.
19 березня 1906 року віднесена до класу підводних човнів. 25 травня 1906 року стала до ладу. 29 травня 1906 року увійшла до складу Навчального Загону підводного плавання (формування загону почалося з лютого місяця) з базуванням на Либаву. 15 вересня 1906 року підводний човен відвідав морський міністр віце-адмірал А. А. Бірільов. 16 вересня 1906 року підводний човен маневрував перед імператором Миколою II, який спостерігав з борту пароплава «Транзунд». Не обійшлося без невеликої події — підводний човен з вини командира натрапив на міноносець «Вражаючий» і порвав бакштаг перископа.
Восени 1907 року по залізниці підводний човен було перекинуто на Чорне море, де було зарахована до складу Окремого дивізіону підводних човнів Чорноморського флоту. 24 серпня 1909 року під час навчального плавання в підводному положенні в міцний корпус почала надходити забортова вода. Підводний човен занурився на глибину 24 метри з великим диферентом. Відкачати воду і спливти вдалося тільки при посиленій роботі всіх насосів.
В 1912—1913 роках знаходився в капітальному ремонті. У період Першої світової війни підводний човен перебував у складі діючого флоту, використовувався для охорони суміжного з Севастополем водного району, базуючись на Балаклаву. Підводний човен знаходився в чергуванні, в море виходив за особливим наказом начальника охорони рейдів, у тому числі і для охорони ескадри при її виході або поверненні в Севастополь.
16 грудня 1917 року увійшов до складу Червоного Чорноморського Флоту. У лютому 1918 року знаходився в порту на зберіганні. 1 травня 1918 року захоплений німецькими військами. 24 листопада 1918 року захоплений англо-французькими військами. 26 квітня 1919 без відома командування російської Добровольчої армії, за наказом англійського командування виведений буксирами з порту, і затоплений підривними патронами на зовнішньому рейді Севастополя.
Під час тренувальних спусків водолази ЕПРОН виявили на глибині 57 метрів три підводні човни — «Лосось», «Судак» і «Налим». Підводні човни були підняті. До того часу вони вже втратили своє бойове значення, цінності не представляли і підйом їх був здійснений з метою тренування водолазів та випробувань нових типів м'яких 40-тонних понтонів, що надійшли на постачання ЕПРОН в 1931 році. У роки нацистсько-радянської війни підводний човен перебував на ґрунті в Севастопольській бухті.
У 1975 році піднята і здана Севастопольської базі «Главвторчермета» для оброблення на метал.